# Samannaphala Sutta
Samaññaphala Sutta är den andra sutran (pali sutta; sanskrit sutra) av de 34 inom Digha Nikaya. Sutrans titel betyder "Redogörelse om frukterna av ett kontemplativt liv". Digha Nikaya ingår i sin tur i Sutta-pitaka, vilken är en av ”de tre korgarna” i Tipitaka.
Sutran baserar sig på berättelsen om  Ajatashatru, son och tronföljare till Bimbisara som var kung i Magadhariket och samtida med Buddha. Ajatashatru ställde följande fråga till många ledande indiska mästare: Vad är fördelarna med att leva ett kontemplativt liv? 
Ajatashatru var missnöjd med de svar han fick och ställde slutligen frågan till Buddha. Dennes svar gjorde Ajatashatru så nöjd att han beslutade sig för att bli Upāsaka, följeslagare till Buddha.

## Sutrans betydelse
Denna sutra bidrar med …
… Buddhas egen beskrivning av fördelarna (“frukterna”) mentalt, psykiskt och själsligt med ett buddhistiskt kontemplativt liv.
… den mest detaljerade redogörelsens i hela Sutta-pitaka om sangha, buddhismens gemenskap och dess levnadsregler.
… beskrivningar från ett buddhistiskt perspektiv av de viktigaste lärorna på Buddhas tid.
… berättelsen om kung Ajatasattus fadermord och dess följder enligt buddhistisk uppfattning, vad gäller merit och karma, vilket stod i bjärt kontrast med uppfattningar hos andra samtida läror.
Den amerikanske buddhistmunken Thanissaro Bhikkhu menar att denna sutra är ett av mästerverken inom hela Palikanonen som Theravadabuddhismen grundar sig på.

## Fördelarna med ett kontemplativt liv
Fördelarna, eller frukterna, med ett kontemplativt liv räknas upp i sutran, från de materialla över till de själsliga.
Thanissaro kommenterade denna ordning: “Denfråga kungen ställde till Buddha avslöjar hans begränsade förståelse. Det är därför Buddha tålmodigt beskriver träningens steg, från grundläggande nivå och uppåt, för att öka kungens förståelse.
- Ensamhetens fröjd.
- Śīla, dygdens nöje
- Enkelhetens förnöjsamhet
- Mental stillhet
- Dhyanisk välsignelse – av sanskrit Dhyāna eller pali jhāna
- Vipassana, insikt
- Abhijñā, övernaturliga krafter
- Tankeläsning
- De tre kunskaperna – att minnas tidigare liv, att förstå återfödelsen och att förstå hur lidandet, dukkha¨, kan nå ett slut
- Befrielse från samsara[2] – kretsloppet av död och återfödelse

Efter att ha fått höra Buddhas redogörelse beslutade sig kung Ajatasattu för att bli följeslagare till Buddha.

## Etymologi
Namnet Samannaphala Sutta härrör inte som man först kan tänka sig till samana, "vandrare", utan samanna, som syftar på att vara munk. Enligt Access to Insights webbsida syftar det också på ett musikinstrument, från 'sama' och anna. En liknelse som var typisk för Buddhas berättarsätt.